# Нагрудний знак «Ветеран війни» (Україна)
Нагрудний знак «Ветеран війни» — державна нагорода. Вручається особам, що мають статус ветерана війни згідно із Законом України «Про статус ветеранів війни, гарантії їх соціального захисту», а саме учасникам бойових дій, особам з інвалідністю внаслідок війни, учасникам війни.
Нагрудний знак «Ветеран війни» виготовляється чотирьох видів відповідно до категорій ветеранів, встановлених Законом:
- «Ветеран війни — учасник бойових дій»;
- «Ветеран війни — особа з інвалідністю» (до 2018 р. — «Ветеран війни — інвалід»);
- «Ветеран війни — учасник війни»;
- «Ветеран війни — особливі заслуги»

Знак «Ветеран війни — особливі заслуги» вручається особам, які мають особливі заслуги перед Батьківщиною: особам, нагородженим орденом Героїв Небесної Сотні, Героям Радянського Союзу, повним кавалерам ордена Слави, особам, що нагороджені чотирма і більше медалями «За відвагу», а також Героям Соціалістичної Праці, удостоєним цього звання за працю в період Другої світової війни.

## Історія нагрудного знака
- 22 жовтня 1993 року Верховна Рада України ухвалила Закон № 3551-XII «Про статус ветеранів війни, гарантії їх соціального захисту»[1], яким визначила поняття і зміст статусу ветеранів війни; статтею 18 Закону було встановлено, що ветеранам війни вручаються посвідчення та нагрудні знаки; порядок виготовлення та видачі посвідчень і знаків встановлюється Кабінетом Міністрів України.
- 12 травня 1994 відповідно до ст. 18 Закону Кабінет Міністрів України прийняв Постанову № 302[2], якою затвердив Положення про порядок видачі посвідчень і нагрудних знаків ветеранам війни та опис нагрудних знаків і зразки посвідчень та нагрудних знаків.
- Знак був виготовлений на виробничому об'єднанні «Луганський верстатобудівний завод».
- 22 серпня 2018 року Кабінет Міністрів України прийняв Постанову № 632[3], якою виклав текст «Ветеран війни — інвалід» у новій редакції — «Ветеран війни — особа з інвалідністю».

## Опис нагрудного знака
- Нагрудний знак виготовляється з алюмінієвого сплаву темно-жовтого кольору і має круглу форму. Розмір знака: діаметр — 32 мм, товщина — 3 мм.
- На лицьовому боці в центрі знака на фоні святкового салюту зображений барельєф монумента «Батьківщина — мати» меморіального комплексу «Національний музей історії України у Другій світовій війні» у м. Києві. Зверху — напис «Ветеран війни», знизу лаврова і калинова гілочки, які розходяться по краях знака.

- На зворотному боці кожного виду знака нанесено відповідний напис:

«Учасник бойових дій»;
«Особа з інвалідністю внаслідок війни» (до 2018 р. — «Інвалід війни»);
«Учасник війни»;
«Особливі заслуги».
- По краях знака з лицьового та зворотного боків — бортики завширшки 1 мм. Усі написи і зображення на нагрудних знаках опуклі.
- Нагрудний знак за допомогою вушка і кільця з'єднуються з прямокутною колодкою з алюмінієвого сплаву розміром 32×15 мм, яка покрита емаллю синього та жовтого кольорів (кольорів державного прапора України). Колодка має на зворотному боці шпильку для прикріплення до одягу.

## Порядок носіння
Нагрудний знак «Ветеран війни» носиться на правій стороні грудей і при носінні разом з іншими нагородами розміщується вище
від них.